# 乙炔铜
乙炔铜，或称乙炔亚铜，是一种有机铜化合物，化学式为Cu2C2。这是一种对热和冲击敏感的高爆炸药，是一种金属乙炔化合物。它类似乙炔银和碳化钙，虽然它并不叫碳化物。由于高灵敏度和反应导致它没有利用价值，它仍然很有趣，因为它是鲜有的几种在引爆后不释放气体的爆炸物。

## 制备
乙炔铜可以在氨气存在下，乙炔气体通过氯化亚铜溶液制备：
C2H2 + 2CuCl → Cu2C2 + 2HCl
反应产物是红色沉淀。该反应可用来检测乙炔。

## 性质和危害
乙炔铜可以发生爆炸，爆炸时不产生气体。化合物的阳离子在分解反应中作为氧化剂。
Cu2C2(s) → 2 Cu(s) + 2 C(s)
潮湿的乙炔铜较稳定，可以安全地处理。干燥的乙炔铜极其敏感，摩擦即可引爆。摩擦感度为0.1 N。
乙炔铜可以在铜管或含铜量高的合金管道内部形成，这可能会导致剧烈的爆炸声。这被认为是乙炔厂发生爆炸的原因，导致这样的工厂放弃铜作为结构中的材料。石油化工中使用的铜催化剂在一定条件下也会有风险。